# Eublemma rubellina
Eublemma rubellina là một loài bướm đêm trong họ Erebidae.